# Green fest
Green fest je međunarodni festival zelene kulture osnovan 2010. godine u Beogradu, koncipiran je kao edukativni filmski festival takmičarsko-revijalnog tipa. Festival se pre svega bavi podizanjem opšte svesti publike kroz aktivnosti u oblasti očuvanja i zaštite životne sredine i kulture kroz filmske projekcije, radionice, predavanja, debate i umetničke izložbe.
Sam festival podeljen je na 3 segmenta:
- GREEN SCREEN FEST – je deo festivala određen za filmski program međunarodnog karaktera, podeljen na dva potprograma, dugometražni i filmovi kratkog is srednjeg metra
- GREEN FIELD je međunarodni obrazovni program, deo festivala rezervisan za edukacije, tribine i istraživanje novih pristupa obrazovanju kroz programe vršnjačke i ekspertske edukacije.
- GREEN SQUARE je međunarodni izložbeni program, na kome su predstavljaju organizacije, kompanije, umetnici, i učeničke kompanije koje doprinose razvijanju “zelenih” proizvode.[2]

Do sada se na filmske konkurse prijavljeno je preko 6200 filmova iz preko 100 zemalja. Na festivalu je prikazano više od 750 filmova, od kojih je nagrađeno 97.Organizovano je više od 200 radionica, predavanja i panel diskusija i predstavljeno preko 173 zelena izlagača. Oko 86000 ljudi je posetilo festival u prethodnim godinama. Producent i organizator festivala je Centar za unapređenje životne sredine.

## Priznanja festivala festivala
- Zvezde Beograda za najbolji projekat podržan od strane Grada Beograda 2010. godine
- EFFE sertifikat (Evropa za Festivale, Festivali za Evropu) 2015 i 2017. godine
- Zeleni list 2017. godina
- Nagrada grada Beograda za izuzetan doprinos zaštiti životne sredine u 2017. godini.

Od 2016. godine Green Fest je član najveće globalne mreže zelenih filmskih festivala “Green Film Network”
Festival je podržan od strane Ministarstva zaštite životne sredine Republike Srbije i Grada Beograda. 

## Nagrade
Festival nagrađuje filmove u kategorije
- Najbolji film o prirodi
- Najbolji animirani film
- Najbolji kratki film
- Najbolji film jugoistočne Evrope
- Najbolji omladinski film
- Najbolji film do 1 minuta

## Tim festivala
- Ivana Jovčić

Urednca obrazovnog i izložbenog programa
- Vladan Šćekić

Selektor i urednik filmskog programa
Žiri festivala:
- Kjara Kant
- Filip Filković
- Matild Fenetrije